# Дисульфид циркония
Дисульфид циркония — неорганическое соединение, соль металла циркония и сероводородной кислоты с формулой ZrS2, серо-фиолетовые кристаллы, не растворимые в воде.

## Получение
- Нагревание чистых веществ:

{\displaystyle {\mathsf {Zr+2S\ {\xrightarrow {T}}\ ZrS_{2}}}}
- Взаимодействие оксида циркония(IV) с парами сероуглерода:

{\displaystyle {\mathsf {ZrO_{2}+CS_{2}\ {\xrightarrow {T}}\ ZrS_{2}+CO_{2}}}}
- Взаимодействие хлорида циркония(IV) с сероводородом:

{\displaystyle {\mathsf {ZrCl_{4}+2H_{2}S\ {\xrightarrow {T}}\ ZrS_{2}+2H_{2}O}}}

## Физические свойства
Дисульфид циркония образует серо-фиолетовые кристаллы 
тригональной сингонии, пространственная группа P 3m1, параметры ячейки a = 0,368 нм, c = 0,585 нм, Z = 1.
Не растворяется в воде и разбавленных кислотах.

## Химические свойства
- Окисляется при прокаливании на воздухе:

{\displaystyle {\mathsf {ZrS_{2}+3O_{2}\ {\xrightarrow {T}}\ ZrO_{2}+2SO_{2}}}}